# امنیت-فاتح (متروی استانبول)
امنیت-فاتح (انگلیسی: Emniyet—Fatih) یکی از ایستگاه‌های خط ام۱ متروی استانبول است.
این ایستگاه که در غرب مرکز منطقه فاتح در بلوار عدنان مندرس قرار دارد در سال ۱۹۸۹ تأسیس شده‌است.